# Брутовце
Брутовце (слч. Brutovce) насељено је мјесто са административним статусом сеоске општине (слч. obec) у округу Љевоча, у Прешовском крају, Словачка Република.

## Становништво
| Година:    | 1994. | 2004.   | 2014.    | 2024.    |
| ---------- | ----- | ------- | -------- | -------- |
| Број људи: | 238   | 217     | 188      | 144      |
| Разлика:   |       | -8,82 % | -13,36 % | -23,40 % |

| Година:    | 2023. | 2024.   |
| ---------- | ----- | ------- |
| Број људи: | 146   | 144     |
| Разлика:   |       | -1,36 % |

Према подацима о броју становника из 2011. године насеље је имало 199 становника.